# Leonard (Dakota du Nord)
Pour les articles homonymes, voir Léonard.
La ville américaine de Leonard est située dans le comté de Cass, dans l’État du Dakota du Nord. Lors du recensement de 2010, elle comptait 223 habitants.

## Histoire
Leonard a été fondée en 1881 quand le chemin de fer a été prolongé jusqu’à cet endroit.

## Démographie
| 1960 | 1970 | 1980 | 1990 | 2000 | 2010 |
| ---- | ---- | ---- | ---- | ---- | ---- |
| 232  | 221  | 289  | 310  | 255  | 223  |

## Source
- (en) Cet article est partiellement ou en totalité issu de l’article de Wikipédia en anglais intitulé « Leonard, North Dakota » (voir la liste des auteurs).